# Daniel de Winchester
Daniel (Danihel) de Winchester (fallecimiento 745) fue obispo de los sajones occidentales y obispo de Winchester entre 705 y 744 d. C.

## Vida
La prominente posición que tuvo entre el clero inglés de sus tiempos puede ser apreciada a partir del hecho  de que él fue un amigo íntimo  de Aldhelmo en Sherborne, de Beda en Jarrow y de Bonifacio en Alemania. [ cita necesitada]  Fue uno de los informantes de Beda para los hechos históricos contenidos en la  Historia Eclesiástica de Beda.
Daniel fue consagrado para suceder a Edda cuya gran diócesis fue dividida; Dorset, Wiltshire, Somerset y Berkshire se convirtieron en la Sede de Sherborne bajo Aldhelmo, [ cita necesitada] mientras que Daniel retuvo solamente Hampshire, Surrey, y Sussex, y de éstos solamente retuvo a Sussex  luego de que fue constituida como una diócesis separada. [La cita necesitada]. Mientras  fue obispo, la diócesis para los sajones del sur estuvo establecida en Selsey.
Daniel, como Aldhelmo, había sido educado en manos del académico irlandés Maildubh en la Abadía de Malmesbury y él se retiró en Malmesbury en su vejez luego de que la pérdida de vista lo obligó a renunciar al obispado. Allí, sin duda,  también aprendió el conocimiento por el cual fue famoso entre su contemporáneos y el cual hizo que Beda recurriera a él como el hombre mejor capacitado para suministrar información respecto a la historia de la Iglesia en el sur y el occidente de Gran Bretaña. Daniel, sin embargo, es más recordado por su conexión profunda con San Bonifacio. Fue de Daniel que este último recibió cartas elogiosas cuando viajó hacia Roma, y él continuó contactando a Daniel para pedir sus consejos durante trabajos misioneros en Alemania.
Dos letras de Daniel a Bonifacio están preservadas. En la segunda de estas epístolas, la cual fue escrita después de la pérdida de su visión, Daniel se despide de su amigo así: "Adiós, adiós, tú, céntuplo y muy querido." [La cita necesitada] Otra carta aconseja a Bonifacio sobre cómo debilitar de mejor manera la fe pagana en sus dioses. Las cartas de Bonifacio a Daniel todavía sobreviven, en las cuales Bonifacio le pide al obispo un libro que antes le había pertenecido al profesor de Bonifacio.
Daniel había hecho un peregrinaje a Roma en 721 y en 731 asistió a la consagración del Arzobispo Tatwine. Parece que nunca fue honrado como santo. Una visión grabada en "Monumenta Moguntina", Núm. 112, quizás implica que se pensaba que carecía de energía; sin embargo, se supo de una referencia de William de Malmesbury (Gest. Pont., I, 357) que Daniel solía estar de pie la noche entera para enfriar sus pasiones y que era un hombre  de austeridad notable.
Daniel renunció a su puesto en 744.

## Citas
1. ↑  «Daniel of Winchester». Catholic Encyclopedia (en inglés). Nueva York: Robert Appleton Company. 1913. OCLC 1017058.
2. 1 2  Fryde, et al. Handbook of British Chronology p. 223
3. ↑  Kirby Earliest English Kings p. 39
4. ↑  Kirby Earliest English Kings p. 107
5. ↑  Kirby Earliest English Kings p. 100
6. ↑  Arthur West Haddan and William Stubbs, Councils, III, 304 and 343.
7. ↑  Yorke Conversion of Britain p. 102
8. ↑  Lawrence Medieval Monasticism p. 63

### Atribución
El contenido de este artículo incorpora texto de la Enciclopedia Católica (1913), que se encuentra en el dominio público. "Daniel de Winchester" . Enciclopedia católica. Nueva York: Robert Appleton.
| Títulos cristianos | Títulos cristianos           | Títulos cristianos    |
| ------------------ | ---------------------------- | --------------------- |
| Precedido por Edda | Obizpo de Winchester 705–744 | Sucedido por Hunfrith |

- Datos: Q5219187